# Sanjay Dutt
Pour les articles homonymes, voir Dutt.
Sanjay Dutt (né le 29 juillet 1959) est un acteur indien de Bollywood. Il est le fils de Nargis et de Sunil Dutt, célèbres acteurs de « l'Âge d'or de Bollywood ». Au cours d'une carrière contrastée, longue de plus de 200 films, il s'illustre surtout dans des rôles musclés ou comiques.

## Biographie
Sanjay Dutt commence sa carrière très tôt du fait de ses parents et il joue dans son premier film à l'âge de 12 ans. Sa carrière connait de nombreux succès dans les années 1980 malgré des problèmes de drogue. Il connait la gloire mais est incarcéré une première fois pour 18 mois à la suite de son implication dans les attentats qui frappent Bombay en 1993. À sa sortie de prison en 1995, sa carrière redémarre progressivement avec des films comme Vaastav, Mission Kashmir, Munna Bhai M.B.B.S.. Alors que sa situation semble s'améliorer, la justice incarcère de nouveau Sanjay Dutt en 2007, pour possession illégale d'arme dans la même affaire. Il est cette fois condamné à 6 ans de prison mais bénéficie rapidement d'une liberté sous caution, ce qui lui permet de continuer à tourner. Cependant, en mars 2013, dans le cadre d’un appel général des 46 condamnations prononcées en juillet 2007, la Cour suprême de New Delhi condamne Sanjay Dutt à cinq ans de prison ferme.

## Hommage
Le film indien biographique Sanju, sorti en juin 2018, retrace sa vie.

## Filmographie
- Rocky (1981) ... Rakesh/Rocky
- Vidhaata (1982) ... Kunal Singh
- Johnny I Love You (1982)
- Main Awara Hoon (1983)
- Bekaraar (1983) ... Shyam
- Mera Faisla (1984) ... Raj Saxena
- Zameen Aasmaan (1984)
- Jaan Ki Baazi (1985)
- Do Dilon Ki Dastaan (1985) ... Vijay
- Mera Haque (1986) ... Prince Amar Singh
- Jeeva (1986) ... Jeeva/Jeevan Thakur
- Naam (1986) ... Vicky Kapoor
- Naam O Nishan (1987) ... Inspector. Suraj Singh
- Inaam Dus Hazaar (1987) ... Kamal
- Imandar (1987)
- Mohabbat Ke Dushman (1988) ... Hisham
- Khatron Ke Khiladi (1988) ... Raja
- Kabzaa (1988) ... Ravi Varma
- Jeete Hain Shaan Se (1988) ... Govinda
- Mardon Wali Baat (1988) ... Tinku
- Taaqatwar (1989) ... Inspector Sharma
- Mohabbat Ka Paigham (1989
- Kanoon Apna Apna (1989) ... Ravi
- Hum Bhi Insaan Hain (1989) ... Bhola
- Hathyar (1989) ... Avinash
- Do Qaidi (1989) ... Manu
- Ilaaka (1989) ... Inspector Suraj Verma
- Zahreelay (1990) ... Raaka
- Tejaa (1990) ... Tejaa/Sanjay
- Khatarnaak (1990) ... Suraj 'Sunny'
- Jeene Do (1990)
- Krodh (1990) ... Vijay (Munna)
- Thanedaar (1990) ... Brijesh Chandar (Birju)
- Yodha (1991) ... Suraj Singh
- Sadak (1991) ... Ravi
- Qurbani Rang Layegi (1991) ... Raj Kishen
- Khoon Ka Karz (1991)
- Fateh (1991)
- Do Matwale (1991) ... Ajay Jamesbond 009
- Saajan (1991) ... Aman Verma/Sagar
- Jeena Marna Tere Sang' (1992)
- Adharm (1992) ... Vicky Verma
- Sahebzaade (1992) ... Raja
- Sarphira (1992) ... Suresh Sinha
- Yalgaar (1992) ... Vishal Singhal
- Sahibaan (1993) ... Prince Vijay Pal Singh
- Khal Nayak (1993) ... Balaram Prasad « Ballu »
- Kshatriya (1993) ... Vikram Singh (Mirtagarh)
- Gumrah (1993) ... Jagan Nath (Jaggu)
- Zamane Se Kya Darna (1994)
- Insaaf Apne Lahoo Se (1994) ... Rajoo
- Aatish (1994) ... Baba
- Amaanat (1994) ... Vijay
- Jai Vikraanta (1995) ... Vikranta
- Andolan (1995) ... Adarsh
- Namak (1996)
- Vijeta (1996) ... Ashok
- Sanam (1997) ... Narendra Anand
- Mahaanta (1997) ... Sanjay 'Sanju' Malhotra
- Dus (1997) ... Captain Raja Seti (Incomplete)
- Daud (1997) ... Nandu
- Dushman (1998) ... Major Suraj Singh Rathod
- Daag: The Fire (1999) ... Captain Karan Singh
- Kartoos (1999) ... Raja/Jeet Balraj
- Safari (1999) ... Captain Kishan
- Haseena Maan Jaayegi (1999) ... Sonu
- Vaastav (1999) ... Raghunath Namdev Shivalkar, Filmfare Award du meilleur acteur
- Khoobsurat (hi) (1999) ... Sanju (Sanjay Shastri)
- Khauff (2000) ... Anthony/Vicky/Babu
- Baaghi (2000) ... Raja
- Chal Mere Bhai (2000) ... Vicky Oberoi
- Jung (2000) ... Balli
- Mission Kashmir (2000) ... SSP Inayat Khan
- Kurukshetra (2000) ... A.C.P Prithviraj Singh
- Raju Chacha (2000) ... Gafoor
- Jodi No.1 (2001) ... Jai
- Pitaah (2002) ... Rudra
- Hum Kisi Se Kum Nahin (2002) ... Munna Bhai
- Yeh Hai Jalwa (2002) (uncredited) ... Shera (special appearance)
- Maine Dil Tujhko Diya (2002) ... Bhai-Jaan
- Hathyar (2002) ... Rohit Raghunath Shivalkar
- Annarth (2002) ... Iqbal Danger
- Kaante (2002) ... Jay Rehan 'Ajju'
- Ek Aur Ek Gyarah (2003) ... Sitara
- LOC Kargil (2003) ... Lt. Col. Y.K. Joshi
- Munna Bhai M.B.B.S. (2003) ... Murli Prasad Sharma (Munna Bhai), Meilleur acteur comique aux Filmfare Awards 2004
- Plan (2004) ... Mussabhai
- Rudraksh (2004) ... Varun
- Deewaar (2004) ... Khan
- Rakht: What If You Can See the Future (2004) ... Rahul
- Musafir (2004) ... Billa
- Shabd (2005) ... Shaukat Vashisht
- Tango Charlie (2005) ... Squadron Leader Vikram Rathore
- Parineeta (2005) ... Girish Babu
- Dus (2005) ... S Dheer
- Viruddh... Family Comes First (2005) ... Ali
- Shaadi No. 1 (2005) ... Lukhwinder Singh (Lucky)
- Ek Ajnabee (2005) ... Special Appearance (Song)
- Vaah! Life Ho Toh Aisi! (2005) ... Yamaraj M.A.
- Zinda (2006) ... Balajeet Roy
- Tathastu (2006) ... Ravi Rajput
- Anthony Kaun Hai (2006) ... Master Madan
- Lage Raho Munna Bhai (2006) ... Murli Prasad Sharma (Munna Bhai)
- Eklavya (2007)
- Nehlle Pe Dehlla (2007) ... Johnny
- Sarhad Paar (2007) ... Ranjeet Singh
- Shootout at Lokhandwala (2007) ... Shamsher Khan
- Dhamaal (2007) ....Kabir Nayak
- Mehbooba
- All the Best (2009) .... Dharam Bhai
- Blue (2009) .... Sagar « Sethji » Singh
- Lamhaa (2010) ... Vikram
- Double Dhamaal (2011), Kabir
- Rascals (2011)
- Agneepath (2012), Kancha Cheena
- Zila Ghaziabad (2013)
- PK (2014), Bhairon Singh